# Lista över fornlämningar i Övertorneå kommun
Lista över fornlämningar i Övertorneå kommun är en förteckning av ett urval av de fornlämningar som finns i Övertorneå kommun.

## Hietaniemi
| Namn                            | Lämningstyp             | Tillkomsttid | Historisk indelning    | Plats | Läge                 | ID-nr          | Bild                                 |
| ------------------------------- | ----------------------- | ------------ | ---------------------- | ----- | -------------------- | -------------- | ------------------------------------ |
| Hietaniemi 83:1                 | Gravfält                |              | Hietaniemi, Norrbotten |       | 66.215426, 23.708735 | 10016900830001 | Ladda upp en bild av detta fornminne |
| Lomb-Kentten (Hietaniemi 266:1) | Fiskeläge               |              | Hietaniemi, Norrbotten |       | 66.287560, 23.201866 | 10016902660001 | Ladda upp en bild av detta fornminne |
| Hietaniemi 281:1                | Husgrund, historisk tid |              | Hietaniemi, Norrbotten |       | 66.086225, 23.332461 | 10016902810001 | Ladda upp en bild av detta fornminne |

## Övertorneå
| Namn                           | Lämningstyp             | Tillkomsttid | Historisk indelning    | Plats | Läge                 | ID-nr          | Bild                                 |
| ------------------------------ | ----------------------- | ------------ | ---------------------- | ----- | -------------------- | -------------- | ------------------------------------ |
| Övertorneå 162:1               | Husgrund, historisk tid |              | Övertorneå, Norrbotten |       | 66.642882, 23.183997 | 10019901620001 | Ladda upp en bild av detta fornminne |
| Övertorneå 266:2               | Husgrund, historisk tid |              | Övertorneå, Norrbotten |       | 66.876355, 23.700791 | 10019902660002 | Ladda upp en bild av detta fornminne |
| Kenttäniemi (Övertorneå 402:1) | Husgrund, historisk tid |              | Övertorneå, Norrbotten |       | 66.705108, 23.695883 | 10019904020001 | Ladda upp en bild av detta fornminne |
| Övertorneå 422:1               | Husgrund, historisk tid |              | Övertorneå, Norrbotten |       | 66.704203, 23.859592 | 10019904220001 | Ladda upp en bild av detta fornminne |
| Övertorneå 481:1               | Minnesmärke             |              | Övertorneå, Norrbotten |       | 66.659640, 23.855016 | 10019904810001 | Ladda upp en bild av detta fornminne |
| Övertorneå 526:1               | Lägenhetsbebyggelse     |              | Övertorneå, Norrbotten |       | 66.835186, 23.737268 | 10019905260001 | Ladda upp en bild av detta fornminne |
| Övertorneå 578:1               | Husgrund, historisk tid |              | Övertorneå, Norrbotten |       | 66.676227, 23.427048 | 10019905780001 | Ladda upp en bild av detta fornminne |